# ティコ・ムーン
ティコ・ムーン（原題:Tykho Moon ）は1997年公開のフランス映画。日本公開は1997年8月2日。

## あらすじ
月の植民地の支配者であるマクビーは、遺伝子疾患をかかえており、ティコ・ムーンという男性の臓器を移植する必要があった。秘密警察はマクビーの命を受け、20年前に消息を絶ったティコ・ムーンの捜索にあたるが、殺し屋のレナも同じ人物を探していた。

## スタッフ
- 監督・脚本：エンキ・ビラル
- 脚本：ダン・フランク
- 音楽：ゴラン・ボイボダ
- 主題歌：ブリジット・バルドー

## キャスト
- ジュリー・デルピー
- リシャール・ボーランジェ
- ミシェル・ピッコリ
- マリー・ラフォレ
- ジャン＝ルイ・トランティニャン

## 関連映画
- フィフス・エレメント